# موشه زیمرمن
موشه زیمرمَن (به عبری: משה צימרמן) تاریخ‌نگار، نویسنده و پژوهش‌گر برجسته در حوزه هولوکاست، یهودستیزی و تاریخ آلمان در دانشگاه عبری اورشلیم است.